# ديفيد باتلر (سياسي)
ديفيد باتلر (بالإنجليزية: David Butler)‏ هو سياسي أمريكي، ولد في 15 ديسمبر 1829 في بلومنغتون في الولايات المتحدة، وتوفي في 25 مايو 1891 في باوني سيتي في الولايات المتحدة. نشط حزبياً في الحزب الجمهوري. وقد انتخب حاكم نبراسكا ‏ (2 فبراير 1867 – 2 يونيو 1871).